# Fukomys bocagei
{{#ifeq:0|0|{{#if:|{{#if:Fukomysbocagei|[[]}}|}}}}
Fukomys bocagei (syn. Cryptomys bocagei) — вид гризунів родини Bathyergidae. Він зустрічається в Анголі, Намібії, можливо, Демократичній Республіці Конго та, можливо, Замбії. Його природними середовищами існування є субтропічні або тропічні сухі ліси, сухі савани, субтропічні або тропічні сухі низинні луки та печери.

## Морфологічна характеристика
Довжина голови й тулуба становить від 14,1 до 16,5 сантиметрів. Дуже короткий хвіст має довжину від 6 до 15 міліметрів. Статевий диморфізм незначно виражений; самці приблизно більші за самок. Забарвлення спини та черева тварин від темно-сланцево-сірого до сріблясто-сірого. Тварини зазвичай мають неправильну і чітко помітну білу пляму на тупій голові. Різці, які формуються у міцні гризучі зуби, відходять від щелепи і їх можна побачити зовні перед губами. Очі дуже маленькі, а вуха відсутні. Ноги короткі, ступні рожеві, голі. 2n = 40.